# L'Expédition des Argonautes
L'Expédition des Argonautes (en italien, Fuga degli Argonauti dalla Colchide) est un tableau réalisé vers 1480-1490 par les peintres italiens Ercole de’ Roberti et Lorenzo Costa, originaires de Ferrare. Cette peinture a tempera sur bois de chêne qui mesure 46 × 53 cm est probablement le panneau latéral d'un cassone. Certainement une commande de la maison d'Este, l'œuvre est aujourd'hui conservée aux Musei Civici di Padova, à Padoue.

## Description et sujet mythologique
Marine s'ouvrant sur un paysage littoral très rocheux qu'encadrent deux colonnes, la peinture représente un épisode des Métamorphoses d'Ovide (Livre VII) au cours duquel nous suivons l'Argo. Le vaisseau apparaît ici sous la forme d'une caraque à la proue de laquelle se tiennent Hercule et Hylas. Jason, à la poupe, en manie la barre, car les Argonautes quittent la Colchide, après avoir capturé la Toison d'or gardée par un dragon et avoir survécu à une série d'épreuves avec l'aide précieuse de Médée, fille du roi Éétès. Cette dernière n'est pas explicitement représentée dans cette version.

## Autres versions
Le peintre déclina d'autres tableaux du même sujet dans le même but d'orner un cassone :

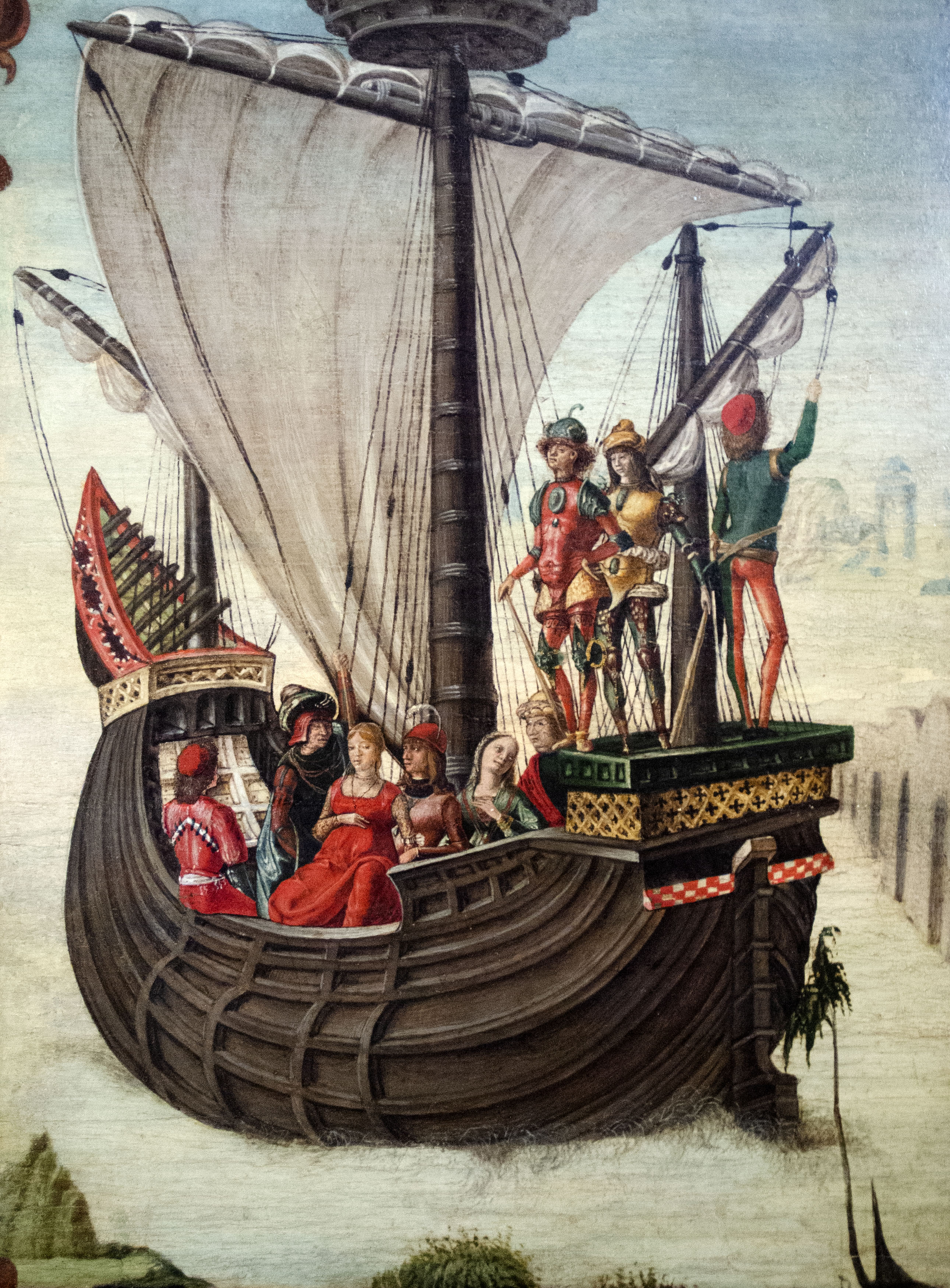
Version du Musée Thyssen-Bornemisza, panneau de, également de cassone.